# Ломанович, Нина Иосифовна
Нина Иосифовна Ломанович (род. 27 августа 1951, Лапичи, Осиповичский район) — белорусский музыкант, хормейстер, дирижёр, народный артист Белоруссии (2010), заслуженный деятель искусств Белоруссии (1999).

## Биография
Родилась Нина Ломанович 27 августа 1951 года в посёлке Лапичи, Осиповичский район Бобруйской области Белорусской ССР.
Завершила обучение в Гомельском музыкальном училище, на хоровом дирижировании. В 1977 году закончила обучение в Белорусской государственной консерватории по направлению хоровое дирижирование, класс Алексея Кагадзеева.
С 1976 года — хормейстер, а с 1993 года — главный хормейстер Большого театра Белоруссии.
Неоднократно поощрялась Министерством культуры Республики Беларусь и руководством театра. Ломанович — лауреат Специальной премии Президента Республики Беларусь для деятелей культуры и искусства в номинации «Музыкальное искусство» в 1998 году. Награждена нагрудным знаком Министерства культуры Республики Беларусь «За вклад в развитие культуры Белоруссии». В 1999 году присвоено почетное звание «Заслуженный деятель искусств Республики Белоруссии».
В 2010 году Указом Президента Республики Беларусь от 08.09.2010 № 474 за высокое профессиональное мастерство и выдающиеся достижения в развитии культуры присвоено почетное звание «Народный артист Белоруссии».
В 2017 году Указом Президента Республики Беларусь присуждена Государственная премия Республики Беларусь за значительные творческие достижения в развитии музыкального искусства, пропаганду духовных ценностей и значительный личный вклад в постановку оперного спектакля на музыку Дмитрия Смольского «Седая легенда» по произведению Владимира Короткевича.
Большим достижением в творчестве хора во главе с Ломанович стал высокий уровень исполнения сложных хоровых партий в операх «Борис Годунов» и «Хованщина» М. Мусоргского, «Набукко» Верди, «Аида» Верди, «Снегурочка» Римского-Корсакова, «Турандот» Пуччини, «Князь Игорь» Бородина, «Сельская честь» Масканьи, «Леди Макбет Мценского уезда», «Царь Эдип» Стравинского, «Севильский цирюльник» Россини, «Седая легенда» Смольского и другие.
Проживает в Минске.

## Награды
- Народный артист Белоруссии (08.09.2010)[3],
- Заслуженный деятель искусств Республики Беларусь (1999),
- Государственная премия Республики Беларусь (2017),
- Орден Франциска Скорины (2017).